# Кондрашина Анна Миколаївна
Кондрашина Анна Миколаївна (23 грудня 1955) — російська академічна веслувальниця.
Срібна призерка Олімпійських Ігор 1976 року в складі парної четвірки зі стерновою.